# Avshalom Kor
Avshalom Kor est un linguiste israélien né le 17 septembre 1950.
Il est également présentateur à la radio et à la télévision.